# Ангенент, Хенк
Хенк Ангенент (нидерл. Henk Angenent; 14 марта 1930, Харлем — 26 декабря 1977, Кулемборг, Гелдерланд) — нидерландский футболист, нападающий. Провёл 1 матч за сборную Нидерландов.

## Биография
Ангенент начал карьеру в любительских клубах «Влигенде Вогелс», «Стормвогелс» и ЭХК. В 1954 году перешёл в «Фортуна '54», который принимали участие в первом сезоне Первого класса под эгидой Королевского футбольного союза Нидерландов, выступал на позиции правого крайнего нападающего.
После выступления за «Фортуна '54», сыграл один сезон за «Харлем». После завершения профессиональной карьеры, играл в любительских клубах «Делфт» и «Блау-Вит».
В качестве главного тренера, руководил утрехтский клубом Велокс (в результате слияние ещё двух клубов был образован «Утрехт») и любительской командой «СВВ Вриндесхар».
Скончался 26 декабря 1977 года после продолжительной болезни, незадолго до этого его бывшие одноклубники по «Фортуна '54» сыграли благотворительный матч в поддержку Ангенента.

## Международная карьера
30 января 1957 года в товарищеском матче против сборной Испании Хенк дебютировал за сборную Нидерландов.
| Матчи Ангенента за сборную Нидерландов | Матчи Ангенента за сборную Нидерландов | Матчи Ангенента за сборную Нидерландов | Матчи Ангенента за сборную Нидерландов | Матчи Ангенента за сборную Нидерландов | Матчи Ангенента за сборную Нидерландов |
| -------------------------------------- | -------------------------------------- | -------------------------------------- | -------------------------------------- | -------------------------------------- | -------------------------------------- |
| №                                      | Дата                                   | Соперник                               | Счёт                                   | Голы                                   | Соревнование                           |
| 1                                      | 30 января 1957                         | Испания                                | 1:5                                    | —                                      | Товарищеский матч                      |